# 4711

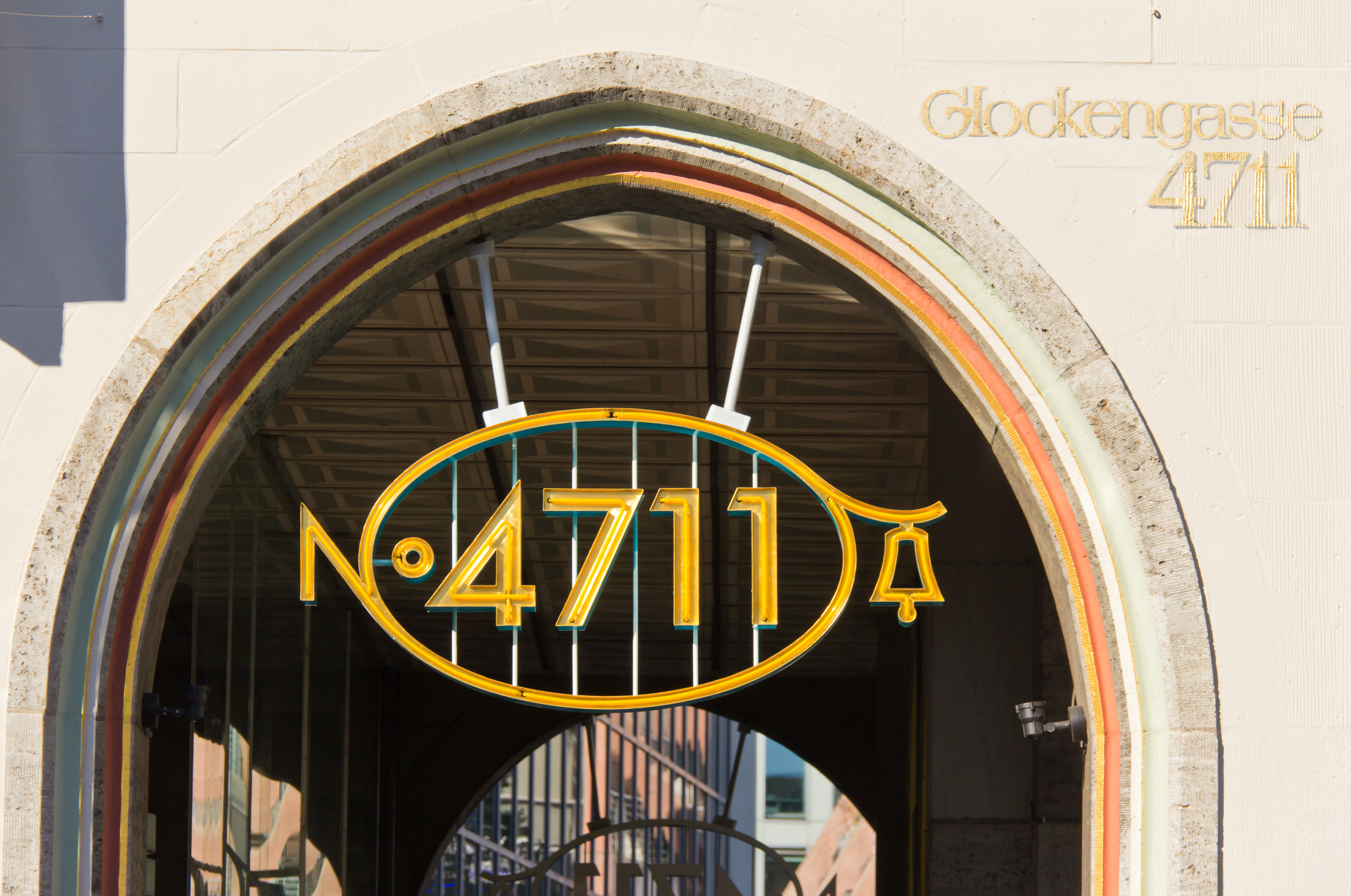
Logotipo de 4711.

4711 es una marca de agua de colonia de la empresa alemana Mäurer & Wirtz GmbH & Co. KG y uno de los artículos de marca alemanes más conocidos. 

## Historia
En 1803, Wilhelm Mülhens compró una licencia y los derechos de una compañía a Carlo Francesco Farina (Santa Maria, 5 de agosto de 1755 - Düsseldorf, 25 de septiembre de 1830) en Bonn. Tras esto W. Mülhens vendió la licencia a más de 20 personas, a pesar de no tener los derechos. 
En 1835, la transacción fue invalidada y todas las compañías liquidadas. Más tarde el hijo de W. Mülhens buscó un nuevo portador del nombre proveniente de Italia. Finalmente, en 1881, el sobrino Ferdinand Mülhens fue sentenciado a no usar el nombre Farina en la compañía. Se decantó entonces por el antiguo número de su casa, 4711, como denominación de su firma y de su marca.
Hasta 1990 se denominó Eau de Cologne & Perfumerie Fabrik Glockengasse No. 4711 gegenüber der Pferdepost von Ferd. Mülhens in Köln am Rhein.
En 1990 pasó a llamarse Mülhens S.A. & Co. KG. En 1994 la Familia Mülhens vendió su firma a Wella AG Darmstadt. Desde 1997, Wella AG ha operado con sus actividades de cosmética bajo el nombre Cosmopolitan Cosmetics S.A., que también pertenece a Mülhens S.A. & Co. KG.
En 2003 Wella AG fue absorbida por la compañía americana productora de artículos de limpieza y cosmética Procter & Gamble.
A partir del 1 de julio de 2005 la tienda de perfume Cosmopolitan Cosmetics Prestige, Muelhens und Procter & Gamble Prestige Beauté pasó a estar bajo el control de Procter & Gamble Prestige Products GmbH.
En el verano de 2006 P&G dio a conocer su intención de desvincularse de la marca 4711 y de otras tres marcas de Mühlens (Tosca, Sir Irisch Moos y Extase), debido a que no encajaban en la estrategia del consorcio y pasar entonces a concentrarse en marcas con un crecimiento potencial global.
Después de varios meses, las marcas y el edificio Glockengasse número 4 fueron vendidos a la perfumería Mäurer & Wirtz de Aquisgrán, perteneciente al grupo Dalli. El 23 de mayo de 2007 fue producida allí la primera botella de 4711.

## Numeración del año 1794 en Colonia
Ante el levantamiento de las tropas francesas, el ayuntamiento de Colonia aprobó el 3 de octubre de 1794 la propuesta de la Comisión de Guardia: antes de que el Plan de Ordenación de la Guardia de Seguridad pudiera ser terminado en su totalidad, (...) todas las casas de la ciudad sin excepción -aunque se encontrasen en un lugar remoto- deberían ser numeradas e iluminadas. La iluminación se dispuso de inmediato, la numeración se remitió al despacho. Fuente: HAStK, Bestand 10 (Ratsprotokolle) Nr. 241, Bl. 216v.
El 6 de octubre de 1794 los franceses ocupan la ciudad. El 7 de octubre el Consejo de los cuarenta y cuatro decide que cada ciudadano cabeza de familia debe enviar una lista a la Administración del distrito, tiene de plazo para esto entre 2 y 24 horas, denominándose ciudadano o no y (...) la numeración de sus casas se remitía a la „laudable Comisión de Guardia“, la cual se encargaba de su ejecución. Fuente: HAStK, Bestand 10 (Ratsprotokolle) Nr. 241, Bl. 255v.
El 20 de octubre de 1794, apunta el consejero familiar Gottfried de Gall en su diario, se seguía con la numeración 8 días después de haber comenzado. Todas las casas fueron numeradas.
El impresor Heinrich Josef Metternich (socio del Consejo) solicita el permiso para la publicación de una agenda de direcciones que contenga los números de las casas y otros datos necesarios. Con esto acentuó la organización del dispositivo policial... Todas las casas de la ciudad fueron numeradas tras la Ordenanza Municipal Fuente: HAStK, Bestand 350 (Franz. Verw.) Nr. 306, Bl. 3-6.
La viuda de Wilhelm de Lemmen Seel figura en el segundo libro de direcciones de Colonia de 1797 como habitante de la casa situada en la calle Glockengasse, la cual obtuvo el número 4711. Fuente: RWWA Abt. 33, 2. Adreßbuch: Gemeinnütziger ... Adresse-Kalender der Stadt Köllen, Köln, 1797, S. 103.
Tan sólo en el tercer libro de direcciones de 1797 se menciona a Wilhelm Mülhens como habitante, se le reconoce con el nombre "profesional de Tienda de Especulaciones"; por otra parte, no ha sido todavía citado bajo la denominación de fabricante de Agua de Colonia en el catálogo de este ramo. Fuente: RWWA Abt. 33, 3. Adreßbuch: Verzeichnus der stadt-Kölnischen Einwohner, Köln 1797, S. 179.

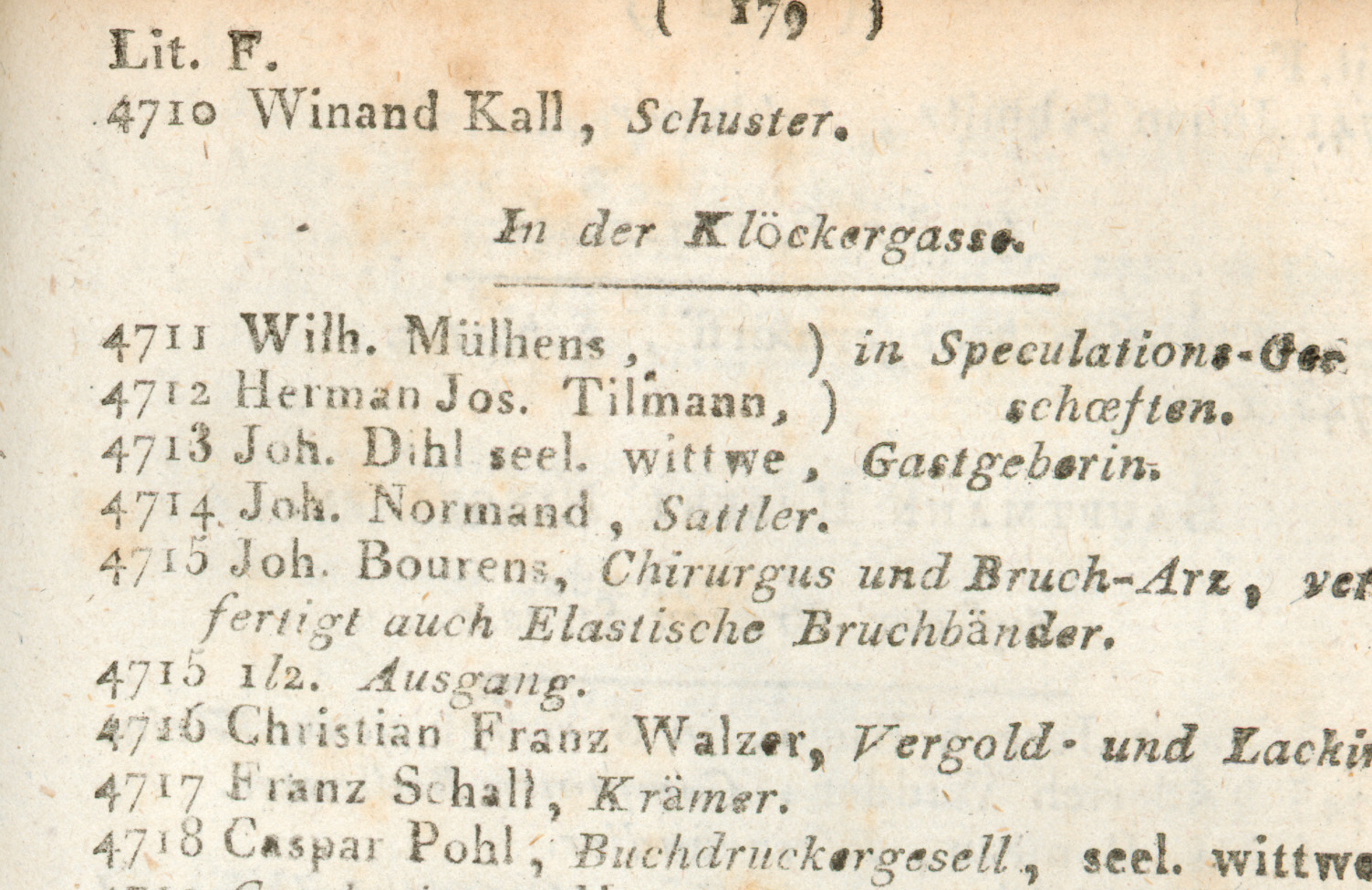
3. Libro de direcciones de Colonia,1797. Página 179

En el año 1811 la numeración de las casas fue nuevamente suprimida, y el modo de numeración de las calles fue adaptado al que ya es habitual hoy en día. La casa Glockengasse Nr. 4711 recibió de esta manera el número 12. Fuente: Quelle: RWWA Abt.33, Itinéraire de Cologne, 1813, S. 12.
En el prólogo del libro de direcciones en francés de 1813 afirma el Editor Thiriart que antes de la llegada de los franceses a Colonia no había numeración en las casas (inconnu à Cologne avant l’arivée des armées francaises au bord du Rhin), y que esta había sido dispuesta en 1795. Empieza aquí la leyenda. Fuente: RWWA Abt. 33, Itinéraire de Cologne, 1813, S. 12.

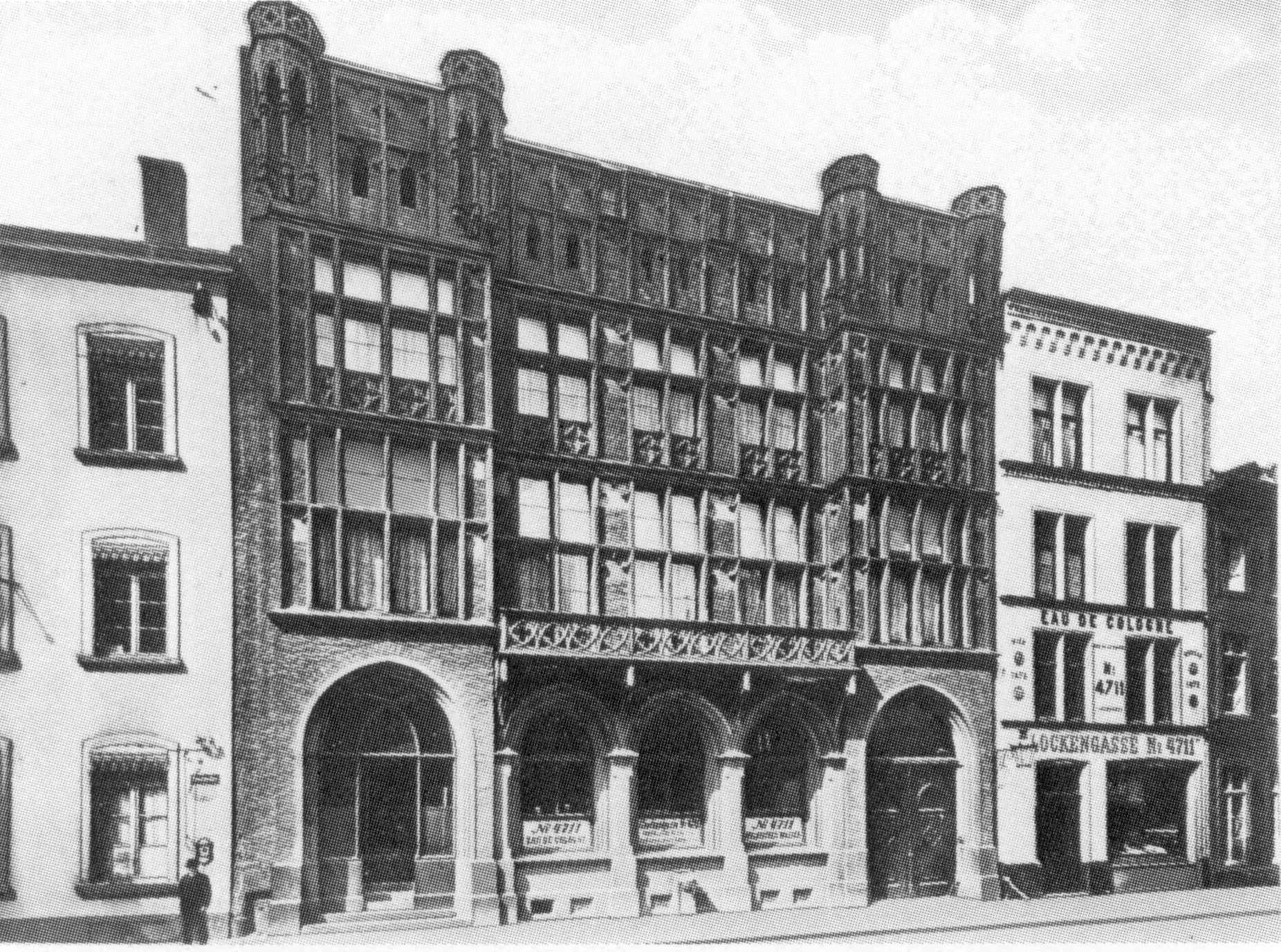
Glockengasse Nr. 24-28 en el año 1864

En 1854, Peter Joseph Mülhens abandona la casa de Glockengasse número 12 y se traslada a la recién construida casa comercial, con fachada neogótica, en Glockengasse 26-28. La casa número 12, la cual había recibido el número 4711 en el año 1794, permaneció al principio vacía y fue después, tras su venta, demolida. Fuente: RWWA Abt.33 Kölner Adressbücher.
La imagen del oficial francés a caballo que escribe el número 4711 en lo alto de la fachada de la casa situada en la calle Glockengasse es producto de la publicidad. Para esto tomaron como modelo un Gobelin que fue encargado en los años 1920. Esto dio sus frutos años más tarde, ya que alcanzó gran popularidad en los años 50 y 60. Fuente: RWWA Abt. 33, 160 Jahre N° 4711, Köln 1952.